# SpVgg Unterhaching

Altes Vereinswappen

Die Spielvereinigung Unterhaching (kurz Haching oder UHG) ist ein Sportverein aus der Gemeinde Unterhaching im Landkreis München. Ihre Heimspiele trägt die SpVgg Unterhaching im Sportpark Unterhaching aus.
Die Profiabteilung sowie die Juniorenmannschaften U19, U17 und U16 sind seit Ende 2018 in die Spielvereinigung Unterhaching Fußball GmbH & Co. KGaA ausgegliedert, deren Aktien seit Sommer 2019 an der Börse gehandelt werden. Die SpVgg Unterhaching ist somit nach Borussia Dortmund der zweite börsennotierte Fußballclub Deutschlands. Die zur Geschäftsführung berechtigte Komplementärin ist die vereinseigene Haching Verwaltungs GmbH. Außerdem hat Unterhaching einen eigenen Sozialverein mit „Haching schaut hin“.

## Geschichte

### Die ersten Jahre (1925–1944)
Der Verein bildete zunächst die Fußballabteilung im TSV Hachinger Tal. Am 1. Januar 1925 spaltete sich diese Abteilung ab und gründete unter dem Namen SpVgg Unterhaching einen eigenständigen Verein. Im Jahr 1929 stellte die Gemeinde dem Verein den Fußballplatz an der Jahnstraße zur Nutzung bereit. Daraufhin waren erste sportliche Erfolge zu verzeichnen. Innerhalb von 13 Monaten ohne Niederlage, stieg man 1931 zunächst in die B-Klasse, dann in die A-Klasse auf. Die Euphorie innerhalb des Vereins wurde jedoch kurz nach der Machtübernahme der Nationalsozialisten 1933 jäh gebremst. Aufgrund von „politischer Unzuverlässigkeit einiger Mitglieder“ wurde die Spielvereinigung 1934 schließlich aufgelöst. Kurz darauf wurde der Verein allerdings unter Leitung des Ökonomierats Erich Weise weitergeführt. Bis zu Kriegsbeginn folgten ihm als Vorstände die Herren U. Klinger (1935–1937), Anton Fischer (1937–1939) und Josef Haberl (1939).

### Turbulente Jahre (1945–1975)
Nach Kriegsende, im Oktober 1945, wurde der Spielbetrieb wieder aufgenommen. Neuer Vorstandsvorsitzender war Anton Huber. Die ersten beiden Spiele endeten 4:1 und 1:5, Gegner war jeweils der FC Perlach. In der ersten regulären Spielsaison startete die SpVgg Unterhaching in der B-Klasse. Das Geld war in den Nachkriegsjahren knapp und so erfolgte die Anreise zu Auswärtsspielen häufig mit dem Fahrrad, als Entlohnung gab es zumeist Nahrungsmittel.

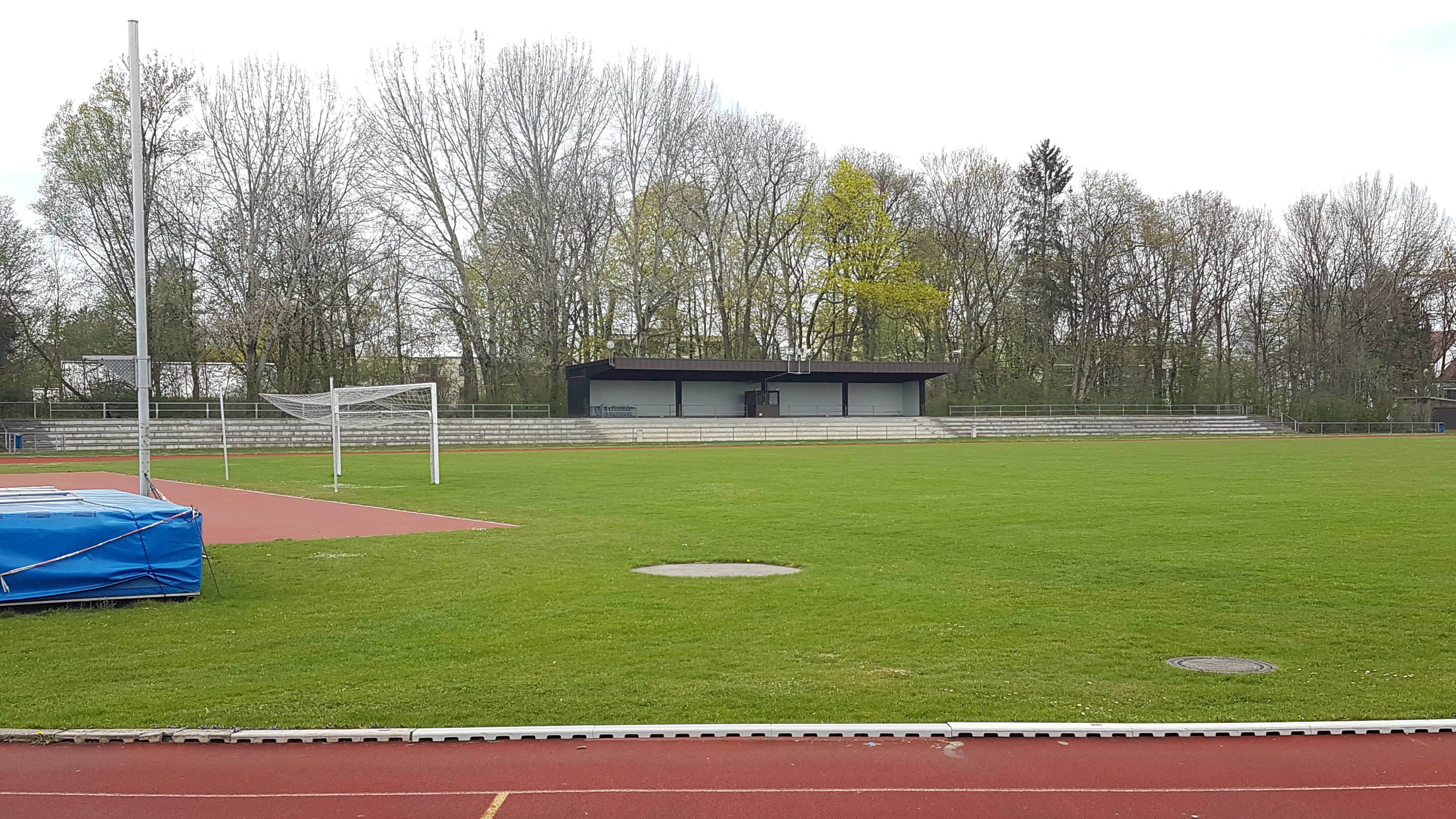
Stadion an der Grünau, die Spielstätte der SpVgg bis zur Sportpark-Eröffnung

In den folgenden 20 Jahren entwickelte sich die SpVgg zu einem „Fahrstuhlclub“ zwischen A- und B-Klasse. In der Saison 1959/60 gelang mit 12 Punkten Vorsprung erstmals der Aufstieg in die heutige Kreisliga. Vier Jahre später erfolgte dann der Abstieg in die B-Klasse, da sich die Konkurrenten gegen den Abstieg aus Dorfen und Grünwald am letzten Spieltag der Saison unentschieden spielten. Bereits 1966 konnte der Wiederaufstieg gefeiert werden, ehe zwei Jahre später der erneute Abstieg, nach einer 0:2-Niederlage gegen den TSV Ottobrunn folgte. Das Saisonfinale der B-Klasse 1968/69 war von besonderer Brisanz geprägt: Glaubten sich die Hachinger nach einem gewonnenen Heimspiel bereits sicher in der A-Klasse, entschied das Sportgericht, dass das zunächst 7:0 gewertete Spiel der Spielvereinigung gegen den TSV Ost aus München-Haidhausen nachgeholt werden müsse. Da die Hachinger das Spiel nach 0:1-Pausenrückstand doch noch 3:1 gewannen, konnte letztlich doch der Aufstieg gefeiert werden. Der nächste Abstieg ließ jedoch nicht lange auf sich warten. Am 27. Juni 1973 wurde der Unterhachinger Bürgermeister Engelbert Kupka neuer Präsident der Spielvereinigung. Der Wiederaufstieg wurde daraufhin für die Jubiläumssaison (50 Jahre SpVgg Unterhaching) im Jahre 1975 angepeilt. Nachdem man den Kontakt zur Spitze allerdings rasch verlor, blieben die einzigen Höhepunkte die Besuche der Profivereine des TSV 1860 München und des FC Bayern München in der Jubiläumswoche.

### Von der Bezirksliga in die Bundesliga (1976–2001)
1981 stiegen die Hachinger erstmals in die Amateur-Oberliga auf, wo sie am Ende der Spielzeit 1982/83 an der Aufstiegsrunde zur 2. Bundesliga teilnahmen. Als Gruppenletzter hinter dem SSV Ulm 1846, dem 1. FC Saarbrücken und dem VfR Bürstadt wurde der erstmalige Sprung in die Zweitklassigkeit verpasst. Teile der Mannschaft des Vorstadtklubs hatten jedoch bei den Münchner „Platzhirschen“ auf sich aufmerksam gemacht, Mannschaftskapitän Klaus Brand, Kurt Eigl und Richard Stöckle wechselten im Sommer 1983 zum Bayernliga-Konkurrenten TSV 1860 München und der FC Bayern München angelte sich Reiner Maurer. Trotz des Abgangs dieser Leistungsträger etablierte sich der Klub im vorderen Tabellendrittel der Bayernliga und am Ende der Spielzeit 1987/88 gelang zum zweiten Mal die Bayernmeisterschaft, abermals scheiterte die Mannschaft jedoch hinter dem 1. FSV Mainz 05 und Viktoria Aschaffenburg in der Aufstiegsrunde. 1989 gelang im dritten Anlauf der Aufstieg, allerdings gefolgt vom direkten Abstieg als Tabellenletzter, ebenso wie nach dem zweiten Aufstieg im Sommer 1992. Im Zuge der Ambitionen in Richtung Profisport löste sich die Breitensport-orientierte dritte Mannschaft der Spielvereinigung nach dem erneuten Zweitligaaufstieg vom Verein und gründete sich als Fortuna Unterhaching neu. In der Spielzeit 1992/93 war die Spielvereinigung auf dem letzten Abstiegsplatz einer von sieben Absteigern. Nach dem dritten Aufstieg 1995 wurden die Hachinger Vierter, 1999 stieg der Verein in die Bundesliga auf, wo er sich zwei Jahre halten konnte.
Für die erste Bundesliga-Saison der Vereinsgeschichte verstärkte sich die SpVgg u. a. mit dem erfahrenen ehemaligen deutschen Nationalspieler Ludwig Kögl sowie mit Oliver Straube (Hamburger SV) und Danny Schwarz (Karlsruher SC). Zudem kehrte Dennis Grassow, der bereits in der 2. Bundesliga für die Hachinger aufgelaufen war, zurück. Später stieß noch André Breitenreiter vom VfL Wolfsburg hinzu, der mit 15 Toren bis heute Bundesliga-Rekordtorschütze des Vereins ist. Nach dem ersten Spieltag lag die von den meisten Experten als Abstiegskandidat eingestufte SpVgg nach einer 0:3-Niederlage bei Eintracht Frankfurt am Tabellenende, doch schon am zweiten Spieltag konnte gegen den MSV Duisburg der erste Sieg (2:0) gefeiert werden. Im Laufe der Saison besiegten die Münchner Vorstädter etablierte Bundesligamannschaften wie Borussia Dortmund und den VfB Stuttgart (jeweils zweimal) und den FC Schalke 04 und konnten bereits am 32. Spieltag den Klassenerhalt feiern.

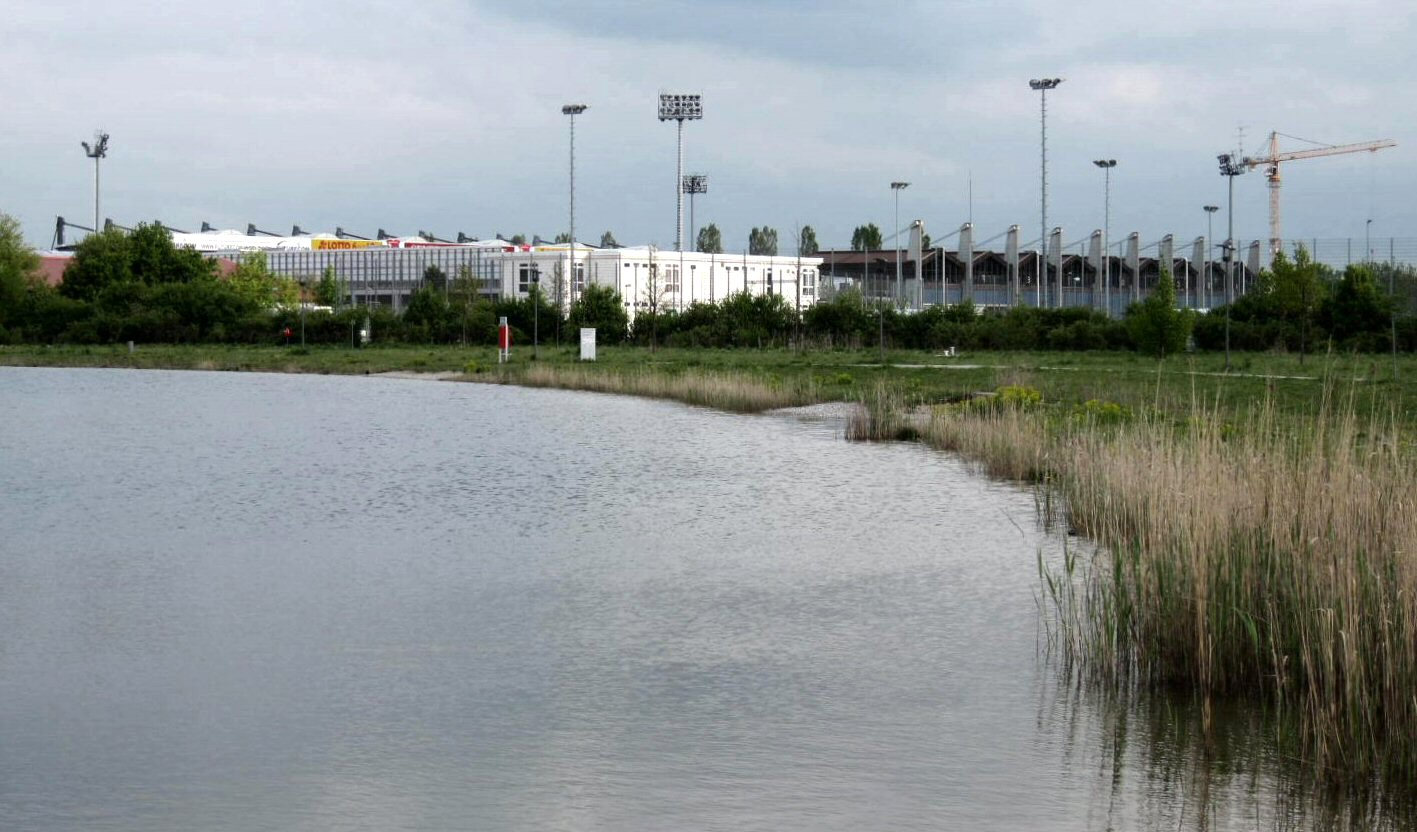
Sportpark Unterhaching, von Norden (2011)

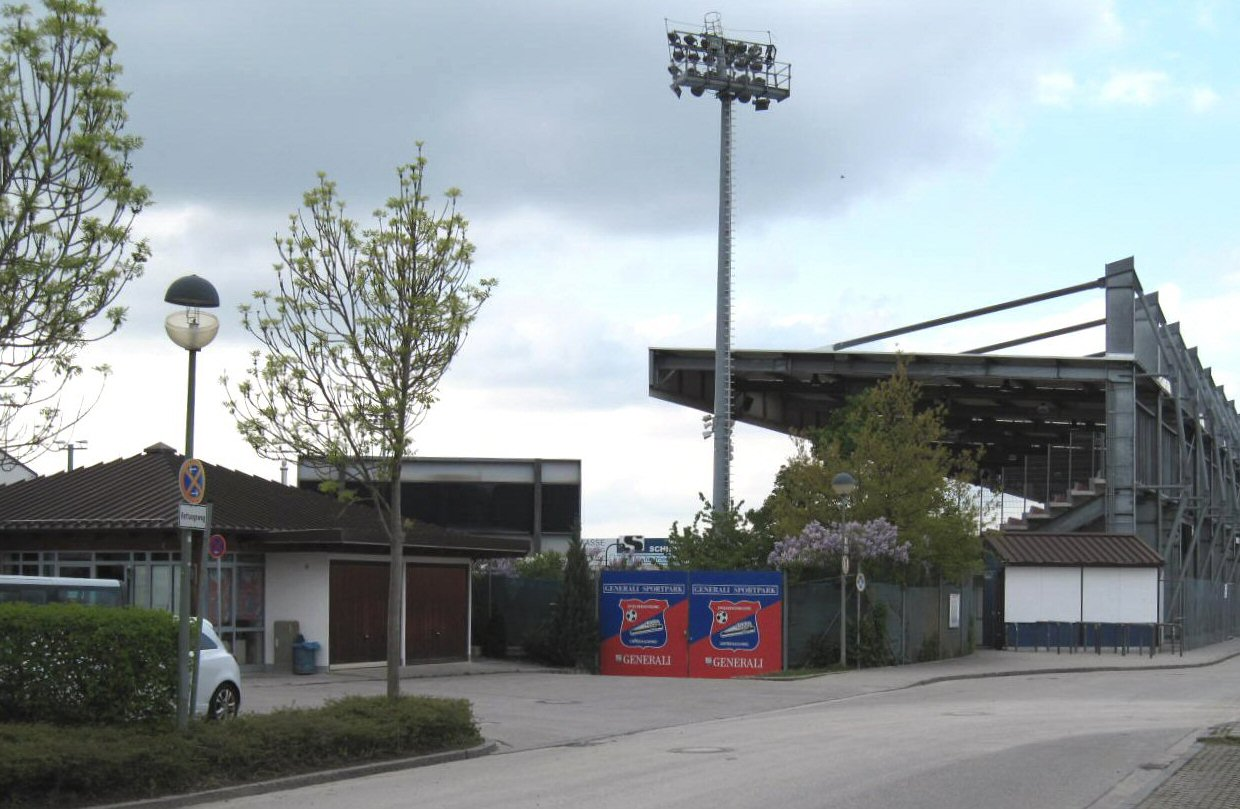
Sportpark Unterhaching, von Süden (2011)

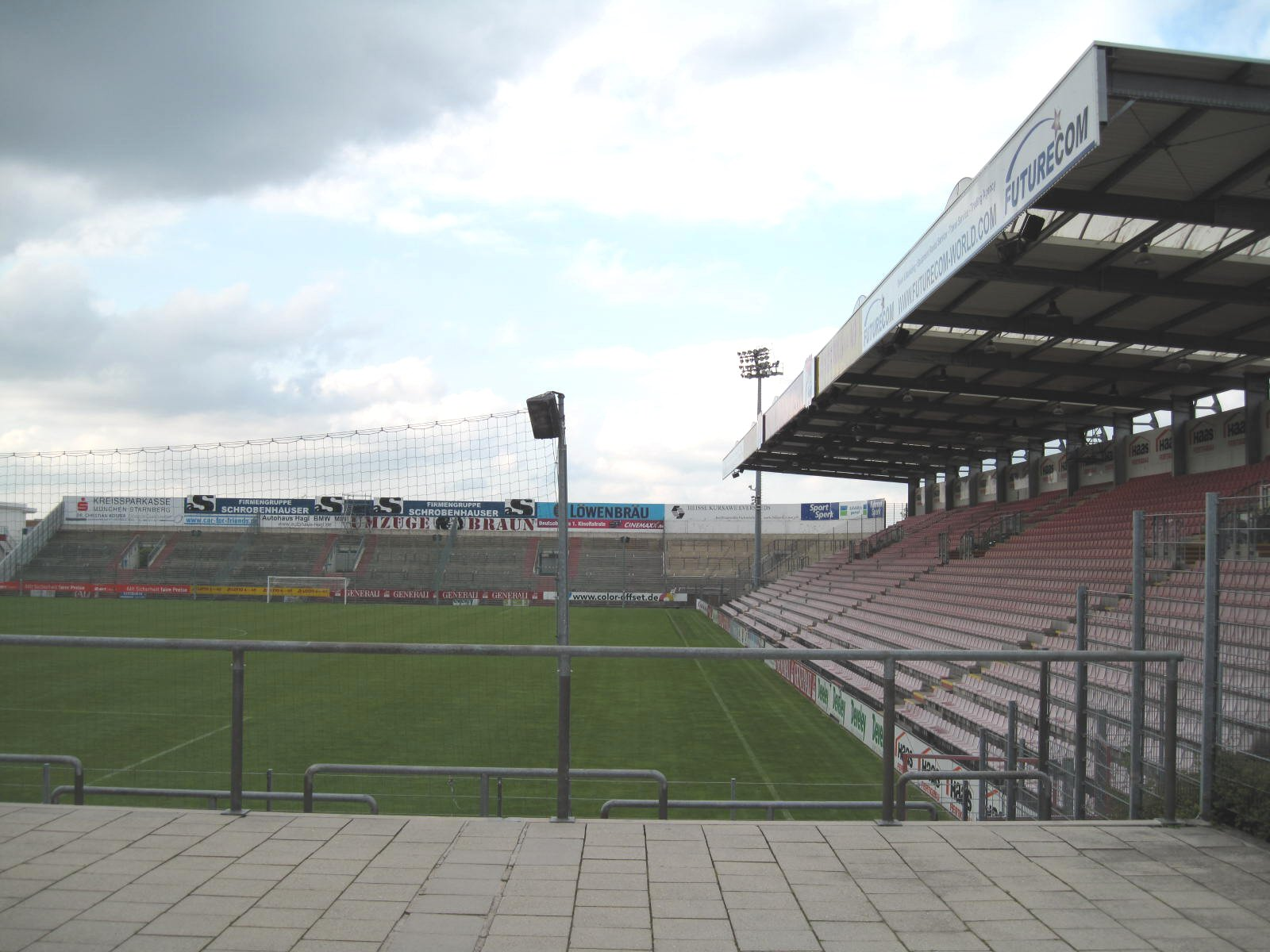
Sportpark Unterhaching, Nord- und Osttribüne, vom Südeingang aus gesehen (2011)

Für bundesweites Aufsehen sorgte der Verein vor allem am letzten Spieltag der Saison 1999/2000, als er Bayer 04 Leverkusen mit 2:0 schlug und damit dem FC Bayern München zur Meisterschaft verhalf. Die Tore im ausverkauften Stadion am Sportpark erzielten Leverkusens Michael Ballack per Eigentor und Markus Oberleitner. Die DFB-Vertreter waren mit der Meisterschale in den Sportpark gereist, um diese nach dem Spiel an die Mannschaft des Bayer 04 Leverkusen zu übergeben. Der hoch überraschende Sieg des Aufsteigers verhinderte das, und so wurde im nur wenige Kilometer entfernten Münchner Olympiastadion nur eine Kopie der Meisterschale an den neuen Deutschen Meister übergeben. Haching beendete seine erste Spielzeit in der höchsten deutschen Fußballliga schließlich auf dem 10. Tabellenplatz vor Dortmund und Schalke.
Vor der zweiten Bundesliga-Spielzeit der SpVgg verließ aus der Stammelf der Vorsaison lediglich Jochen Seitz (zum VfB Stuttgart) den Verein. Als Neuzugänge wurden im Saisonverlauf u. a. die bundesliga-erfahrenen Defensivspieler Dietmar Hirsch und Hendrik Herzog, der slowenische Nationalspieler Džoni Novak sowie der polnische Offensivspieler Mirosław Spiżak verpflichtet. Für eine vereinsinterne Rekordablösesumme von 1,5 Millionen DM kam zudem der Australier David Zdrilic (vom Absteiger SSV Ulm 1846), der jedoch enttäuschte und nur ein Tor in 16 Erstliga-Partien für die Hachinger erzielte. Die Saison 2000/01 verbrachte die SpVgg fast ausschließlich im Tabellenkeller und kassierte mit einem 1:6 beim VfL Wolfsburg die höchste Niederlage ihrer kurzen Bundesligageschichte. Nach einem 3:5 am letzten Spieltag beim FC Schalke 04 musste man schließlich mit 35 Punkten als Tabellensechzehnter in die 2. Bundesliga absteigen. Höhepunkte der zweiten und bisher letzten Erstliga-Spielzeit der Münchner Vorstädter waren die beiden Heimsiege gegen die Lokalrivalen FC Bayern München (1:0) und TSV München 1860 (3:2) sowie das 5:2 gegen Hertha BSC, das den höchsten Erstliga-Sieg der SpVgg bedeutete. Außerdem konnte Unterhaching 2001 den letztmals ausgetragenen DFB-Hallen-Pokal gewinnen.

### Fall in die Regionalliga und Rückkehr in die Zweite Liga (2002 bis 2007)
Nach dem Abstieg aus der Bundesliga im Sommer 2001 pendelte der Club zwischen der (damals) drittklassigen Regionalliga Süd und der 2. Bundesliga. Im ersten Jahr nach dem Abenteuer Bundesliga schaffte man es nicht in der zweiten Liga Fuß zu fassen und wurde direkt in die Regionalliga durchgereicht, was zuvor u. a. Fortuna Düsseldorf und dem Vorjahres-Absteiger SSV Ulm 1846 widerfahren war. Obwohl die Stammelf aus der Bundesliga weitgehend zusammenblieb, verbrachte die SpVgg fast die gesamte Saison in der unteren Tabellenhälfte. Nach dem 5. Spieltag, als der Verein auf dem 13. Platz lag, wurde der langjährige Trainer Lorenz-Günther Köstner entlassen und durch Rainer Adrion ersetzt, der Haching bereits in den 1990er Jahren trainiert hatte. Unter Adrion gelang zunächst ein kurzzeitiger Aufschwung, jedoch rutschten die Vorstädter immer mehr in Richtung der Abstiegsplätze ab. Für die letzten fünf Saisonspiele übernahm Schatzmeister Anton Schrobenhauser die Aufgaben des Trainers, konnte aber den Abstieg als 15. nicht mehr verhindern. In der Spielzeit 2001/02 gelang Haching mit einem 8:0 gegen den späteren Mit-Absteiger 1. FC Saarbrücken der höchste Sieg des Vereins im Profifußball.
In der drittklassigen Regionalliga Süd konnte man sich allerdings schnell an der Tabellenspitze festsetzen und stieg letztlich souverän als Tabellenerster gemeinsam mit dem bayerischen Rivalen SSV Jahn Regensburg wieder in die 2. Bundesliga auf. Zu den Leistungsträgern der Saison 2002/03 gehörten Torhüter Philipp Heerwagen, der aus der eigenen Jugend kam und den Sprung in die Stammelf schaffte, Kapitän Matthias Zimmermann, der mit 12 Treffern seine nach Toren beste Saison für die SpVgg spielte, sowie der Spanier Francisco Copado, der mit 24 Toren Torschützenkönig der Regionalliga Süd wurde. Neben dem Aufstieg feierten die Hachinger auch im DFB-Pokal Erfolge und erreichte zum bisher einzigen Mal das Viertelfinale. Nach Siegen gegen die Zweitligisten 1. FSV Mainz 05 (5:3 n. E.) und 1. FC Union Berlin (1:0) wurde auch Bundesligist Hansa Rostock (3:2) bezwungen, bevor man gegen Bayer 04 Leverkusen im Elfmeterschießen ausschied. Trainer in dieser Spielzeit war der ehemalige Bundesliga-Profi Wolfgang Frank.
Die Neuzugänge für die Zweitliga-Spielzeit 2003/04 kamen größtenteils aus der Regionalliga, wie Norman Loose (Rot-Weiß Erfurt), Mark Römer (SC Pfullendorf), Elton da Costa (SV Darmstadt 98) oder Bruno Custos (Sportfreunde Siegen). Als Aufsteiger startete Haching hervorragend in die Saison, gewann seine ersten vier Spiele allesamt und stand bis einschließlich des 7. Spieltags auf einem Aufstiegsplatz zur 1. Bundesliga. Danach rutschte man allerdings immer weiter in der Tabelle nach unten und geriet in der Rückrunde in Abstiegsgefahr. Nach dem 26. Spieltag wurde Trainer Frank entlassen und durch Vereins-Urgestein Heribert Deutinger ersetzt. Unter Deutinger konnte schließlich der Klassenerhalt am letzten Spieltag durch 3:3 beim FC Erzgebirge Aue gesichert und die Saison auf dem 13. Platz beendet werden. Großen Anteil daran hatte Stürmer Francisco Copado, der mit 18 Toren – wie schon im Vorjahr – Torschützenkönig der Liga wurde (gemeinsam mit Marek Mintál vom 1. FC Nürnberg). Im DFB-Pokal erreichten die Hachinger durch einen 6:2-Kantersieg gegen den Ligarivalen Rot-Weiß Oberhausen souverän die 2. Runde, wo man schließlich gegen den Hamburger SV mit 2:4 ausschied.
Für die folgende Saison übernahm Weltmeister Andreas Brehme das Traineramt der SpVgg. Als neue Spieler kamen u. a. Carsten Sträßer (SSV Jahn Regensburg), Silvio Adzic (VfB Lübeck), Thomas Sobotzik (Union Berlin) und Marcel Schied (VfL Osnabrück) – kurioserweise allesamt von in der Vorsaison abgestiegenen Vereinen – während aus der Stammelf lediglich Jan Seifert den Verein verließ. Am ersten Spieltag der Saison 2004/05 war 'Haching' zu Gast beim gerade aus der 1. Bundesliga abgestiegenen Lokalrivalen TSV 1860 und holte im ausverkauften Stadion an der Grünwalder Straße ein 2:2. Nachdem man u. a. mit einigen überzeugenden Heimerfolgen (4:1 gegen Aue, 4:0 gegen Erfurt sowie 2:0 gegen den späteren Aufsteiger Eintracht Frankfurt) recht gut in die Saison gestartet war, rutschten die Vorstädter wiederum ab und belegten nach dem 16. Spieltag den vorletzten Tabellenplatz. Nach einem kurzen Aufschwung wurde Trainer Brehme im April entlassen und abermals durch Heribert Deutinger ersetzt, der die Mannschaft mit vier Siegen aus sechs Spielen letztlich souverän zum Klassenerhalt führte. Allerdings profitierte der Verein auch davon, dass eine 0:2-Niederlage bei Rot-Weiß Erfurt in einen 2:0-Sieg umgewandelt wurde, da der Erfurter Spieler Senad Tiganj des Dopings überführt wurde. Zu den Highlights der Saison zählte neben den beiden Derbies gegen die Löwen auch das Zweitrundenspiel im DFB-Pokal, das Haching im Dortmunder Westfalenstadion gegen Borussia Dortmund mit 1:3 verlor.
Vor der nächsten Zweitligasaison stand der SpVgg ein relativ großer Umbruch bevor. Neben Francisco Copado, der in den drei vergangenen Spielzeiten jeweils der mit Abstand beste Torschütze der Mannschaft gewesen war, und nun zum Bundesligisten Eintracht Frankfurt wechselte, verließen u. a. auch Stammspieler wie Barbaros Barut, Marcel Schied, Goran Sukalo und Charles Akonnor sowie langjährige Hachinger wie Matthias Zimmermann und Matthias Lust den Verein. Als neue Spieler kamen u. a. die erfahrenen Stürmer Babacar N’Diaye (LR Ahlen) und Marijo Marić (Eintracht Trier), Verteidiger Stefan Frühbeis vom TSV 1860 sowie jüngere Spieler wie Stefan Buck, Paul Thomik (beide FC Bayern II) und Christoph Teinert (Leihe vom 1. FSV Mainz 05) hinzu. Trainer der ersten Mannschaft blieb weiterhin Heribert Deutinger. Nach einem 3:0-Erfolg gegen den Aufsteiger SC Paderborn 07 zu Saisonbeginn blieb die neuformierte SpVgg bis einschließlich des 9. Spieltags sieglos und rutschte auf einen Abstiegsplatz ab. Danach sorgte die Mannschaft allerdings mit fünf Siegen in Serie – darunter ein 4:1 im heimischen Sportpark gegen die SpVgg Greuther Fürth sowie ein 4:1-Auswärtssieg in der Allianz Arena bei den Münchner Löwen – für Aufsehen und fand sich schließlich nach 24 Spielen mit 37 Punkten im gesicherten Tabellenmittelfeld wieder. Eine längere Serie von sieglosen Spielen sorgte jedoch dafür, dass die Mannschaft bis Saisonende abermals in akute Abstiegsgefahr geriet und der Klassenverbleib schließlich erst am letzten Spieltag durch ein torloses Remis gegen den bereits als Aufsteiger feststehenden VfL Bochum gesichert werden konnte. Zu den Leistungsträgern in der umgebauten Hachinger Elf der Spielzeit 2005/06 zählten Stürmer Robert Lechleiter, der im Saisonverlauf sieben Tore vorbereitete, Innenverteidiger Stefan Buck, der sechs Tore erzielte, Christoph Teinert (mit acht Toren bester Torjäger der Hachinger) sowie Necat Aygün, der als Abwehrspieler in der Hinrunde fünfmal traf (u. a. doppelt beim 4:1-Erfolg gegen den Lokalrivalen 1860) und in der Winterpause vom Bundesligisten MSV Duisburg verpflichtet wurde.
In die folgende Spielzeit 2006/07 startete die Mannschaft von Heribert Deutinger ohne gravierende Abgänge, dazu konnten mit dem ehemaligen tschechischen Nationalspieler Michael Kolomaznik vom TSV 1860, dem Schweizer Frédéric Page (SpVgg Greuther Fürth) sowie Rückkehrer Mirosław Spiżak drei erfahrene Neuzugänge verpflichtet werden. Dennoch missriet der Start in die vierte Zweitligasaison in Folge und das einst heimstarke Haching konnte erst am 7. Spieltag (2:0 bei Carl Zeiss Jena) den ersten Saisonsieg und erst am 12. Spieltag (2:1 gegen Rot-Weiss Essen) den ersten Erfolg im Sportpark feiern. Die Mannschaft stand praktisch die gesamte Spielzeit über in der Abstiegszone; einer der wenigen Ausreißer nach oben bedeutete der elfte Tabellenplatz am 15. Spieltag infolge eines 5:1-Heimsieges gegen die Münchner Löwen. In der Rückrunde wurde Trainer Deutinger nach einer 0:3-Heimniederlage gegen den SC Paderborn 07 entlassen und durch den ehemaligen 1860-Erfolgstrainer Werner Lorant ersetzt. Unter Lorant bestand bis zuletzt die Hoffnung auf den erneuten Klassenerhalt – so ging die SpVgg nach einem 2:1-Sieg gegen die SpVgg Greuther Fürth als 14. in den letzten Spieltag. Sie musste jedoch nach einer 1:3-Niederlage bei Hansa Rostock als Drittletzter der Zweiten Liga absteigen. In der Abstiegssaison erreichte die SpVgg durch Siege gegen die Amateurvereine SSVg Velbert und FK Pirmasens zum bisher letzten Mal das Achtelfinale des DFB-Pokals, in dem man beim späteren Titelträger 1. FC Nürnberg nach Elfmeterschießen ausschied.

### Etablierung in der Drittklassigkeit und finanzielle Turbulenzen (2007 bis 2011)
Nach dem Abstieg verließen einige Leistungsträger wie Stefan Buck, Nicolas Feldhahn oder Darlington Omodiagbe den Verein. Mit erst- und zweitligaerfahrenen Spieler wie Torhüter Darius Kampa oder den Mittelfeldspielern Roman Týce, Oliver Fink und Ricardo Villar konnte Unterhaching jedoch vielversprechende Neuzugänge verpflichten. Im Laufe der Saison erkämpften sich zudem junge Spieler aus dem eigenen Unterbau wie Ceyhun Gülselam oder Robert Zillner einen Stammplatz in der ersten Mannschaft. Nachdem Trainer Werner Lorant während der Hinrunde zurückgetreten war und durch den vormaligen Co-Trainer Ralph Hasenhüttl ersetzt wurde, beendete die SpVgg die Saison 2007/08 nach schwacher Hinrunde (Platz zehn) noch als Tabellensechster der Regionalliga Süd. Damit qualifizierte sich der Verein für die neu geschaffene 3. Liga.
Dort verpasste man in der Premierensaison 2008/09 unter Trainer Hasenhüttl den Aufstieg wegen eines unglücklichen 3:4 am vorletzten Spieltag bei Carl Zeiss Jena nur knapp als Tabellenvierter; in der Spielzeit 2009/10 wurde man nach guter Hinrunde und unerwartetem Abstiegskampf in der Rückrunde am Ende Elfter.
Am 20. Oktober 2010 wurde bekannt, dass der Verein kurz vor der Insolvenz steht. Um diese abzuwenden, musste der Club bis zum 31. Oktober 2010 rund zwei Millionen Euro auftreiben. Der ohnehin finanziell angeschlagene Verein geriet in diese Notlage durch das Ausbleiben vertraglich zugesicherter Spenden in Höhe von fünf Millionen Euro durch den dubiosen Sponsor Franco Levis. Zwei Tage vor Fristende ließ Präsident Engelbert Kupka in einer Pressemitteilung bekanntgeben, dass die Lücke im Etat geschlossen werden konnte und die Insolvenz damit vorerst abgewendet sei.
Auf der Jahreshauptversammlung am 17. Dezember 2010 kündigte Kupka an, zum Saisonende das Präsidentenamt niederlegen zu wollen. Kupka sagte in seiner Rede, die laufende Saison zähle zu den turbulentesten, schwierigsten und negativsten, seitdem er im Verein sei. Bis zum Saisonende sei er noch bereit sein Amt fortzuführen, dann müsse eine neue Führungsmannschaft gefunden werden. Er sei ausschließlich deshalb noch nicht zurückgetreten, um den Verein zu sichern und in den nächsten Wochen die Grundlage für die Lizenzierung zu schaffen.
Die Saison 2010/11 beendete die SpVgg, nachdem der Klassenerhalt relativ früh gesichert war, auf einem enttäuschenden 14. Platz. Zum Ende der Spielzeit lief auch der Vertrag mit Hauptsponsor Generali Versicherungen aus, der jährlich ca. eine Mio. Euro zur Verfügung stellte. Am 1. Juni 2011 konnte der Verein trotzdem bekannt geben, dass die Lizenz für die 3. Liga vom DFB erteilt wurde. Ein neuer Hauptsponsor konnte bis dato allerdings nicht gefunden werden. Als erste Konsequenz daraus musste Trainer Klaus Augenthaler den Verein verlassen, obwohl er am 30. Mai noch seine Bereitschaft zur Weiterführung des Amtes signalisiert hatte. Auch die Verträge von Assistenztrainer Matthias Lust sowie von Torwarttrainer Rainer Berg wurden nicht verlängert. Am 3. Juni erklärte auch Vize-Präsident Peter Grosser seinen Rücktritt. Des Weiteren wurde bekannt, dass der Verein aufgrund der finanziell angespannten Lage mit einem um die Hälfte reduzierten Etat von 1,3 Millionen Euro in die neue Saison starten werde.

### Neupositionierung als „Ausbildungsverein“ in der 3. und 4. Liga (2011 bis 2016)
Am 16. Juni 2011 teilte der Verein mit, dass Heiko Herrlich als Cheftrainer der SpVgg verpflichtet wurde. Herrlich übernahm ein stark verjüngtes Team, in dem sich vor allem unbekannte Spieler fanden. Leistungsträger wie Ex-Bundesligatorhüter Darius Kampa verließen Unterhaching. Zu Stützen entwickelten sich beispielsweise der von einem US-College nach Deutschland zurückgekehrte Yannic Thiel, der vom FC Ismaning gewechselte Nachwuchsstürmer Florian Niederlechner oder Mittelfeldspieler Roland Sternisko von der zweiten Mannschaft der Münchner Löwen.
Am 19. Juli 2011 gab der Verein die Trennung von Manager Markus Grünberger bekannt, der erst am 5. April 2011 vorgestellt worden war. Am 25. Juli 2011 wurde Florian Rensch als Teammanager des Vereins eingestellt. Nur wenige Tage später schaffte die Mannschaft eine kleine Überraschung, als sie den Erstligisten SC Freiburg am 31. Juli mit 3:2 in der ersten Runde des DFB-Pokals bezwang. Haching schied in der 2. Runde gegen den VfL Bochum aus. Zum Ende der Saison erreichte das Team – eher überraschend – einen Platz im unteren Tabellenmittelfeld.
Am 28. Juni 2012 stellte Engelbert Kupka nach 39 Jahren Amtszeit und damit der längsten eines Präsidenten im deutschen Profifußball sein Amt im Rahmen einer außerordentlichen Mitgliederversammlung zur Verfügung. Sein Nachfolger wurde der Ex-Bundesligaprofi Manfred Schwabl.
Unter Schwabl wurde der aus der Not geborene Stil mit jungen Spielern zur offiziellen Marschroute erhoben. Zur Saison 2012/13 übernahmen Co-Trainer Manuel Baum (als Teamchef) sowie Claus Schromm das Training. Die SpVgg Unterhaching lag nach unerwartet starkem Saisonbeginn schließlich auf einem einstelligen Tabellenplatz der 3. Liga. Erst im Sommer 2013 konnte nach zwei Jahren ohne Trikotwerbung mit dem Bonbon-Fabrikanten Alpenbauer auch ein neuer Hauptsponsor präsentiert werden.
Zur Winterpause 2013/14 verließ Schromm das Trainergespann, um zunächst als Sportdirektor zu fungieren und später das neue Nachwuchsleistungszentrum des Vereins zu leiten. Daraufhin geriet die Mannschaft in eine Niederlagenserie, die im März 2014 in der Entlassung Baums kulminierte. Sein Nachfolger wurde Ex-Nationalspieler Christian Ziege. Erst durch einige überraschende Siege in den letzten Spieltagen (unter anderem gegen etablierte Teams wie den MSV Duisburg und den VfL Osnabrück) konnte der Klassenerhalt als 17. gesichert werden. Der finanzielle Druck blieb dem Club aber erhalten; so mussten einige verdiente Mitarbeiter im Hintergrund den Verein verlassen.
Zur Saison 2014/15 verließen erneut einige Leistungsträger wie Mittelfeldtalent Janik Haberer (zum Bundesligisten TSG Hoffenheim) und Kapitän Maximilian Welzmüller (zum Zweitligisten VfR Aalen) den Verein. In Stürmer Pascal Köpke, Verteidiger Thomas Hagn und Torwart Michael Zetterer stiegen aber auch drei junge Spieler zu U20-Nationalspielern auf und festigten den Ruf des Vereins als Talentschmiede. Zum Ende der Hinrunde fand sich Haching erneut im unteren Tabellendrittel – aber oberhalb der Abstiegsränge – wieder. Nach drei Niederlagen in Folge und dem Abrutschen auf Platz 17 der Tabelle trat am 25. März 2015 Trainer Christian Ziege von seinem Amt zurück. Claus Schromm wurde als sein Nachfolger vorgestellt. Nach einem Abzug von zwei Punkten wegen Lizenzverstößen und einer 0:1-Niederlage gegen den FC Rot-Weiß Erfurt am letzten Spieltag stieg Unterhaching schließlich als Neunzehnter in die Regionalliga Bayern ab. Drei Tage zuvor war mit einem Sieg im bayerischen Toto-Pokal-Finale gegen die SpVgg SV Weiden noch der Einzug in den DFB-Pokal geglückt.
Der Abstieg – der den ersten Absturz in die Viertklassigkeit seit 1981 bedeutete – brachte einen totalen Umbruch mit sich. Vom Profikader der Saison 2014/15 blieben nur Kapitän Jonas Hummels, Innenverteidiger Josef Welzmüller und Torwart Stefan Marinovic. Nach schlechtem Saisonstart und zwei Punkten aus den ersten vier Spielen fing sich das Team jedoch schnell. Auch dank nachverpflichteten Rückkehrern wie Thomas Steinherr, Sascha Bigalke und Maximilian Nicu schaffte es die SpVgg am Ende auf einen stabilen vierten Platz. Überaus erfolgreich verlief das Gastspiel im DFB-Pokal: Nach vielbeachteten Siegen gegen Bundesligist FC Ingolstadt 04 (2:1) und Zweitligist RB Leipzig (3:0) konnte erst Champions-League-Teilnehmer Bayer Leverkusen die SpVgg im Achtelfinale stoppen (1:3). Über den bayerischen Toto-Pokal qualifizierte sich die SpVgg Unterhaching zudem erneut für den DFB-Pokal. Nach einem 5:1-Auswärtssieg im Halbfinale gegen Regionalligameister Jahn Regensburg unterlag man im Finale zwar dem Zweitliga-Aufsteiger Würzburger Kickers – da die Würzburger allerdings bereits über ihre Ligaplatzierung für den Pokal qualifiziert waren, rückte Haching nach.

### Konsolidierung und Rückkehr in den Profi-Fußball (2016–2020)

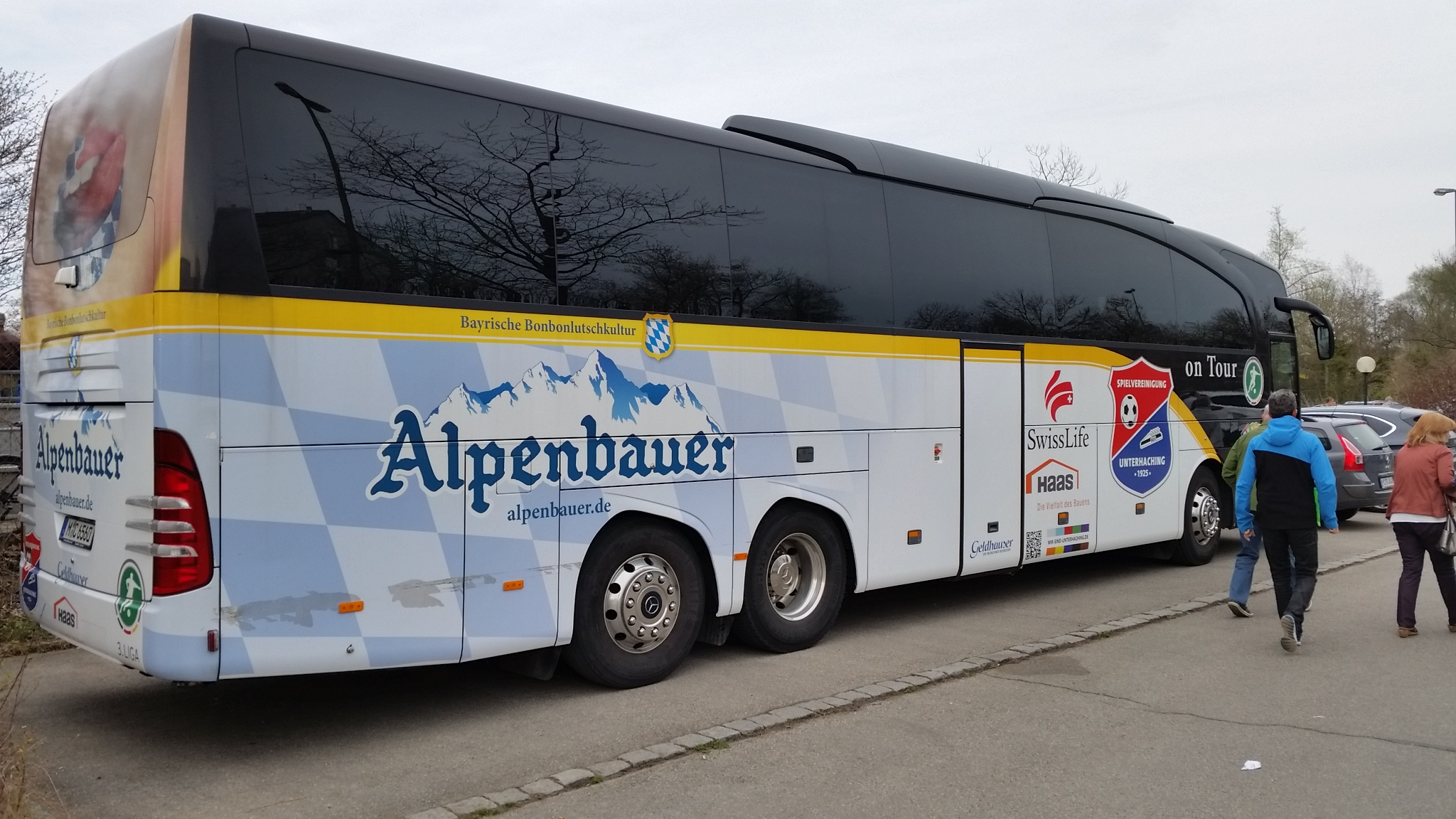
Mannschaftsbus der SpVgg Unterhaching (2017)

Vor der Regionalliga-Saison 2016/17 verließ mit Alexander Sieghart, der in sein Geburtsland Thailand wechselte, lediglich ein Stammspieler den Verein. Dafür konnte Unterhaching mit Dominik Stahl, Stephan Hain (beide TSV 1860 München) und Jim-Patrick Müller (Dynamo Dresden) drei Spieler mit Erfahrung in der 2. Bundesliga verpflichten. Mit neun Siegen aus den ersten neun Spielen (30:5 Tore) stellte die SpVgg einen neuen Startrekord für die Regionalliga Bayern auf. In der 1. Runde des DFB-Pokals schied die Mannschaft gegen den Bundesligisten FSV Mainz 05 erst im Elfmeterschießen aus; nach regulärer Spielzeit hatte es 3:3 gestanden. Als souveräner Meister der Saison 2016/17 – 20 Punkte vor dem zweitplatzierten TSV 1860 München II – stieg der Verein nach einem klaren 3:0-Sieg und einem Remis in den Aufstiegsspielen zur 3. Liga gegen die SV Elversberg, Meister der Regionalliga Südwest 2016/17, in die 3. Liga auf.
Dort sicherte sich das Team am 32. Spieltag mit mehr als 18 Punkten Vorsprung auf die Abstiegsplätze vorzeitig den Klassenerhalt. Zugleich festigte die SpVgg mit dem vereinsinternen Rekordtransfer des U-Nationalspielers (und späteren U21-Europameisters) Karim Adeyemi aus der eigenen Jugend zu RB Salzburg den Ruf als Talentschmiede. Mit der Sanierung der längere Zeit gesperrt Osttribüne im Stadion am Sportpark konnte zudem die Infrastruktur wieder verbessert werden.
Die folgenden zwei Spielzeiten verliefen für die SpVgg zwiespältig: 2018/19 erreichte die Mannschaft nach sechs Spieltagen die Tabellenspitze und stand noch am 27. Spieltag auf Rang 5. Allerdings gelang – auch aufgrund einer Verletzungsmisere – nach der Winterpause bis kurz vor Saisonende nur noch ein Sieg. Letztlich drohte sogar der erneute Sturz in die Viertklassigkeit. Erst am vorletzten Spieltag glückte mit einem 3:0 gegen Abstiegskonkurrent Sportfreunde Lotte der Befreiungsschlag.
Ähnlich das Bild in der Saison 2019/20. Am Ende des 27. Spieltag wurde der Spielbetrieb aufgrund der COVID-19-Pandemie zwangspausiert. Zu diesem Zeitpunkt stand die Mannschaft mit 44 Punkten und +9 Toren auf dem 3. Platz der Tabelle. Mit Winter-Verstärkungen wie dem bundesligaerfahrenen Alexander Fuchs und Zweitligaprofi Felix Müller sollte sogar der Aufstieg angepeilt werden. Nach Wiederaufnahme des Spielbetriebs konnte die Mannschaft in den verbleibenden 11 Spielen bis zum Saisonende aber nur 7 Punkte und −12 Tore holen und belegte am Ende der Saison den 11. Platz der Tabelle. Während der Pause platzierte die Fußball GmbH & Co. KGaA des Vereins Anfang April 2020 32.780 neue Aktien an der Börse München, was für eine Bruttokapitalerhöhung von rund 273.000 Euro sorgte.

### Gegenwart als Fahrstuhlmannschaft (ab 2020)
Vor der Runde 20/21 ersetzte Arie van Lent nach gut fünf Jahren Claus Schromm als Cheftrainer. Die Voraussetzungen waren allerdings schwierig: Mit Sascha Bigalke und Jim-Patrick Müller verzichtete der Verein ohne Angabe von Gründen auf die Dienste zweier langjähriger Leistungsträger und Aufstiegshelden, auch fielen Stürmer Stephan Hain, Mittelfeld-Stabilisator Dominik Stahl und Kapitän Josef Welzmüller längere Zeit aus. Prominentere Zugänge blieben bis auf Drittliga-Urgestein Robert Müller weitgehend aus. Im Verlauf der Saison verzichtete van Lent zudem auf erfahrenere Kräfte wie Felix Müller, Jannik Bandowski oder Felix Schröter – Ex-Abwehr-Chef Marc Endres musste zugleich im Lauf der Runde verletzungsbedingt seine Karriere beenden. In der Folge stand ein zunehmend junges Team auf dem Rasen.
Zur Winterpause rangierte die SpVgg auf dem 13. Tabellenplatz. Doch ab Januar 2021 folgte erneut ein massiver Leistungseinbruch. Bis Ende März verlor das Team 13 von 14 Ligaspielen – oftmals nur mit einem Tor Unterschied. Nach einer 0:2-Heimniederlage gegen Waldhof Mannheim am 35. Spieltag stand vorzeitig der Abstieg fest, die SpVgg beendete die Saison als Tabellenletzter. Mit dem Verkauf von Torwart-Talent Nico Mantl für zwei Millionen Euro an RB Salzburg gelang immerhin ein Erfolg auf dem Transfermarkt. Präsident Manfred Schwabl kündigte an, beim Neuaufbau weitgehend auf externe Verpflichtungen verzichten zu wollen und künftig erneut verstärkt auf den eigenen Nachwuchs zu setzen. Trainer van Lent teilte jedoch bereits vor dem letzten Spieltag mit, den Weg in die Regionalliga nicht mitzugehen.
Vor der Regionalligasaison 21/22 stellte die SpVgg Ex-Nationalspieler Sandro Wagner als neuen Cheftrainer vor. Nach schwachem Saisonstart verpflichtete Haching mit David Pisot, Manuel Stiefler oder Simon Skarlatidis doch wieder einige gestandene Spieler. Das Team beendete die Saison auf Rang 4. Über eine vertragliche festgeschriebene Transferbeteiligung profitierte der Verein finanziell massiv am Verkauf des in Unterhaching ausgebildeten Nationalspielers Karim Adeyemi von RB Salzburg an Borussia Dortmund, von rund sechs Millionen Euro war die Rede.
Zur Spielzeit 2022/23 verstärkte die sportliche Leitung das Team weiter mit profifußballerfahrenen Spielern wie Sebastian Maier, Mathias Fetsch und Maximilian Welzmüller. In der Folge ergab sich noch vor der Winterpause ein Kopf-an-Kopf-Rennen mit dem Drittligaabsteiger FC Würzburger Kickers. Auch dank zwei Siegen in den direkten Duellen mit Würzburg konnte Haching bereits nach 35 von 38 Spieltagen die Meisterschaft perfekt machen. Stürmer Patrick Hobsch wurde zudem mit 27 Treffern zum zweiten Mal in Folge Torschützenkönig der Regionalliga Bayern. In den Relegationsspielen zum Aufstieg in die 3. Liga schlug die SpVgg den Nordost-Meister Energie Cottbus mit 2:1 und 2:0 und machte damit die Rückkehr in den Profifußball perfekt. Vorausgegangen war allerdings längere Unklarheit über den Erhalt der Lizenz und die Teilnahme an den Aufstiegsspielen.
In die Drittligasaison 2023/24 ging die SpVgg als Abstiegskandidat. Die Aufstiegself verließen mit David Pisot, Christoph Ehlich und Niclas Anspach drei Stammspieler. Einziger externer Neuzugang war Leihspieler Raphael Schifferl, der sich allerdings zum Leistungsträger und Abwehrchef entwickelte. Die weiteren Lücken füllten Spieler aus der eigenen Jugend. Auch Trainer Wagner verließ den Verein, ihn ersetzte der bisherige U19-Coach Marc Unterberger. Völlig unerwartet lag die Spielvereinigung in der Hinrundentabelle aber auf Platz 5. Bereits am 33. Spieltag machte das Team mit einem 4:1 gegen den VfB Lübeck den Klassenerhalt perfekt. Zwischenzeitlich hatte es sogar Aufstiegsträume gegeben. Der erst 16-jährige Gibson Adu ging als jüngster Drittliga-Spieler und -Torschütze in die Historie ein. In der DFB-Pokal-Runde 23/24 schlug die Spielvereinigung zunächst den Bundesligisten FC Augsburg mit 2:0. In der zweiten Runde musste sie sich erst nach Verlängerung und zwischenzeitlicher 2:0- und 3:2-Führung Fortuna Düsseldorf mit 3:6 geschlagen geben. Nachwuchstorhüter Konstantin Heide wurde zudem mit der DFB-Elf U17-Weltmeister.
In der Drittliga-Saison 2024/25 stand die SpVgg Unterhaching bereits fünf Spieltage vor Schluss als Absteiger in die Regionalliga Bayern fest.

## Saisonplatzierungen
Die erste Mannschaft der SpVgg Unterhaching spielte nach ihrem erstmaligen Aufstieg 1981 in die damalige Bayernliga 34 Jahre lang ununterbrochen in einer der drei höchsten Spielklassen.
Von 1981 bis zum Ende der Saison 2023/24 ergaben sich zusammenfassend folgende Ligazugehörigkeiten:
- 1. Liga: 2 Jahre (Ewige Tabelle der Bundesliga: Platz 45)
- 2. Liga: 11 Jahre (Ewige Tabelle der 2. Bundesliga: Platz 41)
- 3. Liga: 12+ Jahre (Ewige Tabelle der 3. Liga: Platz 4)
- Vorläufer der 3. Liga: 14 Jahre (keine Ewige Tabelle)
- Regionalliga Bayern: 4 Jahre (Ewige Tabelle der RL Bayern: Platz 16)

Zusätzlich sind in der Aufstellung die Ergebnisse der Spiele im DFB-Pokal gelistet. Die Mannschaft stand bisher fünfmal im Achtelfinale und einmal im Viertelfinale.
Sie belegt Platz 50 (von 886) der ewigen Tabelle des DFB-Pokals (Stand 9. Mai 2024).
| Saison  | Klasse | Liganame              | Platz | Spiele | Tore  | Punkte | DFB-Pokal     |
| ------- | ------ | --------------------- | ----- | ------ | ----- | ------ | ------------- |
| 1975/76 | VII    | B-Klasse              | 01.   | 24     | 81:23 | 48:4   |               |
| 1976/77 | VI     | A-Klasse              | 01.   | 24     | 57:21 | 38:10  |               |
| 1977/78 | V      | Bezirksliga           | 03.   | 28     | 64:43 | 56     |               |
| 1978/79 | V      | Bezirksliga           | 01.   | 26     | 76:42 | 60     |               |
| 1979/80 | IV     | Landesliga Bayern Süd | 04.   | 34     | 60:35 | 57     |               |
| 1980/81 | IV     | Landesliga Bayern Süd | 01.   | 34     | 81:22 | 55     |               |
| 1981/82 | III    | Bayernliga            | 05.   | 38     | 68:44 | 45     |               |
| 1982/83 | III    | Bayernliga            | 01.   | 36     | 91:36 | 65     |               |
| 1983/84 | III    | Bayernliga            | 03.   | 38     | 86:51 | 49     |               |
| 1984/85 | III    | Bayernliga            | 05.   | 34     | 59:48 | 42     |               |
| 1985/86 | III    | Bayernliga            | 08.   | 34     | 69:46 | 38     |               |
| 1986/87 | III    | Bayernliga            | 04.   | 36     | 74:45 | 45     |               |
| 1987/88 | III    | Bayernliga            | 01.   | 32     | 75:32 | 48     |               |
| 1988/89 | III    | Bayernliga            | 01.   | 32     | 85:32 | 51     |               |
| 1989/90 | II     | 2. Bundesliga         | 20.   | 38     | 43:61 | 29     |               |
| 1990/91 | III    | Bayernliga            | 02.   | 32     | 76:33 | 47     | 1. Runde      |
| 1991/92 | III    | Bayernliga            | 01.   | 32     | 71:30 | 50     |               |
| 1992/93 | II     | 2. Bundesliga         | 18.   | 46     | 58:67 | 42     |               |
| 1993/94 | III    | Bayernliga            | 03.   | 32     | 65:32 | 43     | 3. Runde      |
| 1994/95 | III    | Regionalliga          | 01.   | 34     | 81:32 | 54     |               |
| 1995/96 | II     | 2. Bundesliga         | 04.   | 34     | 52:38 | 52     |               |
| 1996/97 | II     | 2. Bundesliga         | 06.   | 34     | 35:29 | 49     | Achtelfinale  |
| 1997/98 | II     | 2. Bundesliga         | 11.   | 34     | 41:35 | 44     | 1. Runde      |
| 1998/99 | II     | 2. Bundesliga         | 02.   | 34     | 47:30 | 63     | 2. Runde      |
| 1999/00 | I      | Bundesliga            | 10.   | 34     | 40:42 | 44     | 2. Runde      |
| 2000/01 | I      | Bundesliga            | 16.   | 34     | 35:59 | 35     | 2. Runde      |
| 2001/02 | II     | 2. Bundesliga         | 15.   | 34     | 40:49 | 38     | 2. Runde      |
| 2002/03 | III    | Regionalliga Süd      | 01.   | 36     | 75:34 | 73     | Viertelfinale |
| 2003/04 | II     | 2. Bundesliga         | 13.   | 34     | 41:46 | 43     | 2. Runde      |
| 2004/05 | II     | 2. Bundesliga         | 10.   | 34     | 40:43 | 45     | 2. Runde      |
| 2005/06 | II     | 2. Bundesliga         | 14.   | 34     | 42:48 | 42     | Achtelfinale  |
| 2006/07 | II     | 2. Bundesliga         | 16.   | 34     | 33:49 | 35     | Achtelfinale  |
| 2007/08 | III    | Regionalliga Süd      | 06.   | 34     | 55:44 | 54     | 1. Runde      |
| 2008/09 | III    | 3. Liga               | 04.   | 38     | 57:46 | 67     | 1. Runde      |
| 2009/10 | III    | 3. Liga               | 11.   | 38     | 52:52 | 50     | 1. Runde      |
| 2010/11 | III    | 3. Liga               | 14.   | 38     | 39:55 | 45     |               |
| 2011/12 | III    | 3. Liga               | 15.   | 38     | 63:59 | 44     | 2. Runde      |
| 2012/13 | III    | 3. Liga               | 09.   | 38     | 48:55 | 51     | 1. Runde      |
| 2013/14 | III    | 3. Liga               | 17.   | 38     | 50:65 | 43     |               |
| 2014/15 | III    | 3. Liga               | 19.   | 38     | 51:67 | 39     |               |
| 2015/16 | IV     | Regionalliga Bayern   | 04.   | 34     | 59:32 | 56     | Achtelfinale  |
| 2016/17 | IV     | Regionalliga Bayern   | 01.   | 34     | 95:23 | 83     | 1. Runde      |
| 2017/18 | III    | 3. Liga               | 09.   | 38     | 54:55 | 54     | 1. Runde      |
| 2018/19 | III    | 3. Liga               | 10.   | 38     | 53:46 | 48     |               |
| 2019/20 | III    | 3. Liga               | 11.   | 38     | 50:53 | 51     |               |
| 2020/21 | III    | 3. Liga               | 20.   | 38     | 40:57 | 32     |               |
| 2021/22 | IV     | Regionalliga Bayern   | 04.   | 38     | 73:59 | 64     |               |
| 2022/23 | IV     | Regionalliga Bayern   | 01.   | 38     | 86:33 | 86     |               |
| 2023/24 | III    | 3. Liga               | 09.   | 38     | 50:49 | 55     | 2. Runde      |
| 2024/25 | III    | 3. Liga               | 20.   | 38     | 40:72 | 25     |               |
| 2025/26 | IV     | Regionalliga Bayern   | __.   | __     | __:__ | __     |               |

## Sportliche Erfolge
- 1976: Aufstieg in die A-Klasse
- 1977: Aufstieg in die Bezirksliga
- 1979: Aufstieg in die Landesliga
- 1981: Aufstieg in die Bayernliga, damals dritthöchste Spielklasse
- 1983: Meister der Bayernliga
- 1988: Meister der Bayernliga
- 1989: Meister der Bayernliga und Aufstieg in die 2. Bundesliga
- 1992: Meister der Bayernliga und erneuter Aufstieg in die 2. Bundesliga
- 1995: Meister der neugeschaffenen Regionalliga Süd und dritter Aufstieg in die 2. Bundesliga
- 1999: Aufstieg in die Bundesliga, Abstieg nach zwei Spielzeiten
- 2000: Höchste Platzierung der Vereinsgeschichte (Platz 10 in der Bundesliga)
- 2001: Deutscher Hallenmeister
- 2003: Erreichen des DFB-Pokal-Viertelfinales, Meister der Regionalliga Süd und vierter Aufstieg in die 2. Bundesliga
- 2008: Qualifikation zur neu geschaffenen 3. Liga und Gewinn des Bayerischen Toto-Pokals
- 2012: Gewinn des Bayerischen Toto-Pokals
- 2015: Gewinn des Bayerischen Toto-Pokals
- 2016: Teilnahme am Finale des Bayerischen Toto-Pokals
- 2017: Meister der Regionalliga Bayern und Aufstieg in die 3. Liga
- 2023: Meister der Regionalliga Bayern und Aufstieg in die 3. Liga

## GmbH & Co. KGaA
Auf der Mitgliederversammlung im Dezember 2018 wurde ohne Gegenstimme die Ausgliederung der Profiabteilung sowie der Juniorenmannschaften U19, U17 und U16 in die Spielvereinigung Unterhaching Fußball GmbH & Co. KGaA beschlossen. Die voll haftende Komplementärin, die zur Geschäftsführung berechtigt und verpflichtet ist, ist die vereinseigene Haching Verwaltungs GmbH. Somit hat der e. V. unabhängig von der Kapitalverteilung in der KGaA stets die Kontrolle über das operative Geschäft. Ende Juni 2019 kündigte die GmbH & Co. KGaA den Börsengang an die Börse München für den Sommer 2019 an, der am 30. Juli 2019 umgesetzt wurde. Somit wurde die SpVgg Unterhaching nach Borussia Dortmund der zweite deutsche Fußballclub, dessen Aktien an der Börse gehandelt werden. Die Kommanditaktionäre der Spielvereinigung Unterhaching Fußball GmbH & Co. KGaA sind (Stand: 14. April 2020):
| Kommanditaktionär                   | Anteil  |
| ----------------------------------- | ------- |
| Spielvereinigung Unterhaching e. V. | 58,02 % |
| Schwabl GmbH                        | 19,34 % |
| Streubesitz                         | 12,20 % |
| Andreas Kögl                        | 10,44 % |

## Erste Mannschaft

### Kader Saison 2025/26
- Stand: 6. August 2025[55]

| Nr.        | Nat.                    | Spieler                 | Geboren am         | Im Verein seit | Letzter Verein                 |
| Tor        |                         |                         |                    |                |                                |
| 01         | Deutschland             | Konstantin Heide        | 27. Januar 2006    | 2016           | Kirchheimer SC [Jugend]        |
| 35         | Deutschland             | José KohlerU19          | 16. Oktober 2007   |                |                                |
| 40         | Kosovo                  | Erion Avdija            | 13. März 2005      | 2025           | TSV 1860 München II            |
| Abwehr     |                         |                         |                    |                |                                |
| 04         | Deutschland             | Alexander Winkler       | 26. Januar 1992    | 2025           | Würzburger Kickers             |
| 08         | Deutschland             | Manuel Stiefler         | 25. Juli 1988      | 2021           | AE Larisa                      |
| 13         | Osterreich              | Luis PflugerU19         | 5. Januar 2007     | 2025           | SK Rapid Wien [Jugend]         |
| 14         | Deutschland             | Nikolas BöhnkeU19       | 6. August 2007     | 2023           | FC Bayern München [Jugend]     |
| 15         | Deutschland             | Timon Obermeier         | 7. April 2003      | 2018           | FC Bayern München [Jugend]     |
| 16         | Bosnien und Herzegowina | Nino HodžićU19          | 29. Januar 2007    | 2018           | FV Rot-Weiß Birkenhof [Jugend] |
| 21         | Deutschland             | Tizian Zimmermann       | 2. Januar 2002     | 2018           | TSG Balingen [Jugend]          |
| 23         | Deutschland             | Markus Schwabl          | 26. August 1990    | 2018           | Fleetwood Town                 |
| 28         | Deutschland             | Marcel Martens          | 10. November 2005  | 2024           | TSV 1860 Rosenheim             |
| 41         | Deutschland             | Leo Kainz               | 8. Juni 2006       | 2017           |                                |
| Mittelfeld |                         |                         |                    |                |                                |
| 07         | Deutschland             | Christopher Negele      | 11. April 2005     | 2025           | 1. FC Heidenheim               |
| 10         | Armenien                | Mike Geworgjan          | 1. Juni 2005       | 2025           | TSV 1860 München               |
| 19         | Deutschland             | Wesley KrattenmacherU19 | 28. August 2008    |                |                                |
| 20         | Deutschland             | Alexander Leuthard      | 23. Januar 2006    | 2022           | ATSV Erlangen [Jugend]         |
| 26         | Deutschland             | Andy Breuer             | 14. August 2005    | 2024           | 1. FC Saarbrücken              |
| 30         | Deutschland             | Simon Skarlatidis       | 6. Juni 1991       | 2021           | 1. FC Kaiserslautern           |
| 32         | Deutschland             | Nick KaulfersU19        | 3. April 2008      | 2020           |                                |
| 33         | Bosnien und Herzegowina | Daris IbrakovićU19      | 22. Januar 2008    | 2024           | Kirchheimer SC [Jugend]        |
| 36         | Deutschland             | Philipp Zimmerer        | 16. August 2006    | 2019           |                                |
| 39         | Deutschland             | Ben Erlmann             | 20. September 2006 | 2015           |                                |
| 49         | Deutschland             | Nils Ortel              | 20. Mai 2004       | 2017           | FC Bayern München [Jugend]     |
| Angriff    |                         |                         |                    |                |                                |
| 17         | Deutschland             | Jorden Aigboje          | 28. April 2003     | 2025           | SpVgg Greuther Fürth II        |
| 18         | Deutschland             | Tim Hannemann           | 29. Mai 2006       | 2020           | FC Bayern München [Jugend]     |
| 22         | Deutschland             | Cornelius Pfeiffer      | 2. April 2005      | 2018           |                                |
| 42         | Deutschland             | Niklas PfeifferU19      | 31. Mai 2008       | 2024           | VfR Garching [Jugend]          |
| 43         | Deutschland             | Jason Eckl              | 16. Juni 2007      | 2025           | FC Bayern München [Jugend]     |

U19 auch spielberechtigt für die A-Junioren (U19, Jahrgang 2007 oder jünger)

### Transfers Saison 2025/26
| Zugänge | Abgänge |
| Sommer 2025 | Sommer 2025 |
| --- | --- |
| - Jorden Aigboje (SpVgg Greuther Fürth II) - Erion Avdija (TSV 1860 München II) - Mike Geworgjan (TSV 1860 München) - Christopher Negele (1. FC Heidenheim) - Luis Pfluger (SK Rapid Wien U19) | - Gibson Adu (FC Bayern München; Leihende) 1 - Kai Eisele (FC Ingolstadt 04) - Johannes Geis (1. FC Schweinfurt 05) - Maximilian Hennig (FC Bayern München II; Leihende) - Tim Hoops (FC Augsburg II) - Luc Ihorst (VfL Osnabrück) - Lenn Jastremski (SC Austria Lustenau) - Aaron Keller (SpVgg Greuther Fürth) 2 - Tim Knipping (SV Sandhausen; Leihende) - Julian Kügel (FC Ingolstadt 04) - Max Lamby (FC Schalke 04 II) - Felix Lautenbacher (TSV Murnau) - Robin Littig (Kapfenberger SV) - Sebastian Maier (Karriereende) - Noah Markulin (TSV 1860 Rosenheim) - Boipelo Mashigo (FC Rot-Weiß Erfurt) - Leander Popp (SpVgg Greuther Fürth; Leihende) - Moritz Ruprecht (TSV Landsberg) - Fabian Scherger (SV Heimstetten) - Ben Schlicke (MSV Duisburg) - Florian Schmid (FC Deisenhofen) - Fabio Torsiello (SV Darmstadt 98; Leihende) - Dennis Waidner (SC Verl) - Thomas Winklbauer (SpVgg Bayreuth) - Viktor Zentrich (Vertragsende; Ziel unbekannt) |
| nach Saisonbeginn | |
| - Alexander Winkler (Würzburger Kickers) | |

### Trainerteam Saison 2024/25
- Stand: 8. April 2025

| Funktion        | Name                            |
| --------------- | ------------------------------- |
| Cheftrainer     | Sven Bender (interim, de facto) |
| Co-Trainer      | Witali Matwienko (Lizenzhalter) |
| Co-Trainer      | Thomas Kasparetti               |
| Co-Trainer      | Matthias Luginger               |
| Co-Trainer      | Wolfgang Sonnenhauser           |
| Torwarttrainer  | Sebastian Wolf                  |
| Athletiktrainer | Dennis Göller                   |

## Trainer seit 1977
Der erfolgreichste Trainer in der Hachinger Vereinsgeschichte ist Lorenz-Günther Köstner, der den Verein 1999 in die Bundesliga und dort in der ersten Saison auf den zehnten Platz führte.
Mit Andreas Brehme und Klaus Augenthaler haben bereits zwei Weltmeister von 1990 die SpVgg Unterhaching trainiert. Hinzu kommen mit Christian Ziege ein Europameister von 1996 und mit Sandro Wagner ein weiterer früherer DFB-Nationalspieler.
Ab dem Jahr 2007 entwickelte sich der Verein zwischenzeitlich auch zu einem Sprungbrett für größere Trainerkarrieren: So coachten etwa Ralph Hasenhüttl (später u. a. RB Leipzig, FC Southampton), Heiko Herrlich (Bayer 04 Leverkusen, FC Augsburg) und Manuel Baum (FC Augsburg, FC Schalke 04) nach ihrer Hachinger Zeit jeweils mehrere Erstligisten.
Übersicht der Trainer seit 1977:
| - 1977–1987 Peter Grosser - 1987–1989 Karsten Wettberg - 1989–1990 Jürgen Sundermann - 1990–1991 Rudi Fuchs - 1991–1993 Rainer Adrion - 199300000 Peter Grosser - 1993–1994 Gerd Roggensack - 1994–1997 Lorenz-Günther Köstner | - 1997–1998 Willi Entenmann - 1998–2001 Lorenz-Günther Köstner - 2001–2002 Rainer Adrion - 200200000 Anton Schrobenhauser - 2002–2004 Wolfgang Frank - 200400000 Heribert Deutinger - 2004–2005 Andreas Brehme - 2005–2007 Heribert Deutinger | - 200700000 Werner Lorant - 2007–2010 Ralph Hasenhüttl - 201000000 Matthias Lust - 2010–2011 Klaus Augenthaler - 2011–2012 Heiko Herrlich - 2012–2014 Claus Schromm/Manuel Baum - 201400000 Manuel Baum - 2014–2015 Christian Ziege | - 2015–2020 Claus Schromm - 2020–2021 Arie van Lent - 2021–2023 Sandro Wagner - 2023–2024: Marc Unterberger - 2025: Heiko Herrlich - seit 2025: Sven Bender |

## Bekannte ehemalige Spieler
Karim Adeyemi 
Nach einem gescheiterten Aufenthalt in der Jugend des FC Bayern kam Adeyemi über die Zwischenstation Forstenried 2012 in die Jugend der SpVgg. Sechs Jahre später wechselte das Talent für die Hachinger Rekordablösesumme von mehr als 3 Millionen Euro zu RB Salzburg. 2021 wurde Adeyemi mit der deutschen U21 Europameister.
Manfred Bender 
Bender spielte zu Beginn seiner Karriere von 1985 bis 1989 in Unterhaching. Er war Mitglied des Haching-Teams, das 1989 erstmals in die 2. Bundesliga aufstieg.
André Breitenreiter 
Breitenreiter kam während der Saison 1999/2000 vom VfL Wolfsburg nach Unterhaching. Er ist mit 15 Toren Rekordtorschütze der SpVgg in der Bundesliga. Nach dem Abstieg in die Regionalliga 2002 verließ er den Verein.
Ralf Bucher 
Bucher war das Hachinger „Urgestein“; die SpVgg war von 1989 bis 2009 seine einzige Station als Profifußballer. Die Hachinger Fans nannten ihn liebevoll „Bucherinho“. Ralf Bucher beendete nach der Saison 2008/09 als letzter Spieler aus der Bundesliga-Mannschaft der SpVgg seine aktive Spielerkarriere. Nach dem Ende seiner Laufbahn war er Marketingleiter, Manager und Co-Trainer in Unterhaching.
Stefan Buck 
Buck kam von den Amateuren des FC Bayern München und spielte von 2005 bis 2007 für Haching. Dabei erzielte er, obwohl meist als Abwehrspieler eingesetzt, in 54 Spielen 11 Tore. In seiner zweiten Saison war Buck Kapitän der Mannschaft. Nach dem Abstieg aus der 2. Bundesliga wechselte er zum damaligen Erstligisten Karlsruher SC.
Francisco Copado 
Copado spielte von 2000 bis 2005 sowie 2009 für Haching. Dabei kam er 123 Mal zum Einsatz und erzielte 61 Tore. Er war mit seinen Toren maßgeblich daran beteiligt, dass Haching wieder in die 2. Bundesliga aufstieg und dort auch den Klassenerhalt schaffte. Im Dress der SpVgg wurde er in der Saison 2003/04 Torschützenkönig der 2. Bundesliga. Von März 2010 bis zum Frühjahr 2011 war er sportlicher Leiter in Unterhaching.
Anton Fink 
Fink spielte in der Saison 2008/09 für Unterhaching. Mit 21 Toren wurde er erster Torschützenkönig der neugeschaffenen 3. Liga. Dann wechselte er zum Zweitligisten Karlsruher SC.
Alfonso Garcia 
„Fonsi“ Garcia war von 1992 bis 2001 bei Unterhaching unter Vertrag. In den 90er Jahren war er in der 2. Bundesliga ein Schlüsselspieler im Hachinger Team. In der Bundesliga konnte er seinen Stammplatz nicht behaupten und kam nur noch sporadisch zum Einsatz. Insgesamt machte er 157 Spiele mit 22 Treffern für Unterhaching.
Dennis Grassow 
Grassow kam 1999 erneut zur SpVgg, um in der Bundesliga die Abwehr zu verstärken. Bereits von 1993 bis 1997 hatte er für Unterhaching gespielt. Nach dem Bundesliga-Abstieg blieb er der SpVgg bis 2004 treu. In 160 Pflichtspielen traf er achtmal.
Ceyhun Gülselam 
Gülselam wechselte bereits in der Jugend vom FC Bayern München nach Unterhaching. Ab 2008 spielte für die SpVgg in der 2. Bundesliga und der Regionalliga Süd. Nach einem Wechsel zu Trabzonspor 2008 startete er in der Türkei schnell eine Karriere im Spitzenfußball. Gülselam lief unter anderem für Galatasaray Istanbul und Hannover 96 auf und absolvierte sechs A-Länderspiele für die Türkei.
Marco Haber 
Haber, der 1995 zwei A-Länderspiele für Deutschland bestritt, hatte im rechten Mittelfeld einen Stammplatz in der Hachinger Bundesligamannschaft inne. Von 1999 bis 2001 erzielte er in 69 Begegnungen zwei Tore.
Janik Haberer 
Haberer kam 2012 aus der eigenen Jugend in die Profi-Mannschaft der SpVgg. Über die Stationen TSG Hoffenheim und VfL Bochum wechselte er 2016 zum SC Freiburg und absolvierte in den Folgesaisonen mehr als 100 Bundesliga-Spiele für die Breisgauer.
Philipp Heerwagen 
Heerwagen kam 2001 zu Unterhaching und wurde in der Regionalliga-Saison 2002/03 Stammtorhüter. In 151 Spielen stand er für Haching im Tor. In der Winterpause 2006/07 verlieh ihm der kicker das Prädikat „Herausragend“ für seine Leistungen im Abstiegskampf der 2. Bundesliga.
Darius Kampa 
Kampa machte für Haching 143 Ligaspiele in der 3. Liga und Regionalliga Süd und wurde durch seine Zuverlässigkeit im Tor zum Publikumsliebling der Fans. Im Rahmen der Umstrukturierung 2011 wurde sein Vertrag nicht verlängert.
Orestis Kiomourtzoglou 
Kiomourtzoglu begann seine fußballerische Laufbahn in Unterhaching und gehörte 2015 schon als 17-Jähriger dem Kader der ersten Mannschaft an. Nach knapp 100 Liga-Einsätzen in RL Bayern und 3. Liga wechselte er 2019 zum niederländischen Erstligisten Heracles Almelo. Dort stieg er zum Stammspieler auf und wurde auch in die deutsche U21-Nationalmannschaft berufen.
Robert Lechleiter 
Lechleiter spielte von 2003 bis 2008 bei Haching. Seine Tore waren wichtig im Abstiegskampf in der 2. Bundesliga. In 107 Ligaspielen erzielte er 21 Tore. 2018 kehrte er zunächst als A-Jugend-Coach, ab 2020 als Co-Trainer der ersten Mannschaft zur SpVgg zurück.
Matthias Lust 
Lust verbrachte den Großteil seiner Karriere bei Haching – von 1995 bis 1999 und von 2001 bis 2005. In mehr als 200 Pflichtspielen erzielte er 14 Treffer. Nach seiner aktiven Zeit war Lust zunächst Jugendtrainer in Unterhaching; unter Trainer Ralph Hasenhüttl stieg er zum Co-Trainer der Profimannschaft auf. Im März 2010 übernahm er für einige Spiele kommissarisch die Rolle des Cheftrainers.
Stefan Marinovic 
Torhüter Marinovic wechselte 2014 nach mehreren unterklassigen Stationen im Großraum München nach Haching und blieb nach dem Regionalliga-Abstieg 2015 beim Verein. Durch starke Leistungen machte er in seiner Heimat Neuseeland auf sich aufmerksam und war unter anderem beim Confederations-Cup 2017 die Nummer eins im neuseeländischen Tor. Im Anschluss wechselte er in die MLS.
Florian Niederlechner 
Niederlechner begann seine Profi-Karriere im Alter von 21 Jahren 2011 bei der SpVgg. Nach Startschwierigkeiten wurde er in Unterhaching zum Stammspieler aufgebaut und schaffte über die Zwischenstation Heidenheim den Sprung in die Bundesliga. Im Trikot des SC Freiburg und des FC Augsburg avancierte er ab 2016 im Oberhaus zum Torjäger.
Markus Oberleitner 
Oberleitner spielte in der Saison 1995/96 und von 1997 bis 2001 in Unterhaching. In 145 Spielen traf er 20-mal. Sein berühmtestes Tor erzielte er am 34. Spieltag der Saison 1999/00: der Treffer zum 2:0 gegen Bayer 04 Leverkusen machte den FC Bayern München zum Deutschen Meister.
Darlington Omodiagbe 
Omodiagbe wechselte 2002 zusammen mit Trainer Frank vom MSV Duisburg nach Unterhaching. In seinen 148 Spielen (neun Treffer) für die SpVgg spielte er in der ersten Saison im defensiven Mittelfeld und später in der Innenverteidigung.
Altin Rraklli 
Der albanische Nationalspieler Rraklli wechselte 1997 von Hertha BSC nach Unterhaching. In den späten 90er Jahren war er einer der zuverlässigsten Torschützen der Hachinger. In 147 Spielen schoss er 29 Tore.
Markus Schwabl 
Der Sohn des Vereinspräsidenten Manfred Schwabl ist ein Hachinger Eigengewächs und Rekordspieler des Clubs in der 3. Liga. Von 2009 bis 2015 sowie 2018 bis 2021 absolvierte der Außenverteidiger 210 Drittliga-Partien für die SpVgg. In der Saison 2020/21 wurde er mit 13 Assists bester Vorlagengeber der Liga.
Danny Schwarz 
Schwarz spielte von 1999 bis 2002 für Haching. Er absolvierte dabei sämtliche 68 Bundesligaspiele sowie 30 Partien in der 2. Bundesliga. Neun Mal konnte er sich dabei in die Torschützenliste eintragen.
Tobias Schweinsteiger 
Der ältere Bruder von Bastian Schweinsteiger spielte von Januar 2008 bis Mai 2010 in Unterhaching. Mit seinen 22 Toren in 82 Spielen sicherte er den Hachingern sowohl 2008 die Qualifikation für die neue 3. Liga als auch 2010 den Klassenerhalt.
Jan Seifert 
Seifert war von 1998 bis 2004 Spieler bei der SpVgg. Nach den zwei Bundesliga-Jahren, welche den Höhepunkt seiner Karriere markierten, begleitete er die Hachinger noch bis in die Regionalliga Süd, ehe er wieder in die Heimat Richtung Dynamo Dresden wechselte. Insgesamt absolvierte er 172 Spiele für Unterhaching und erzielte 23 Tore.
Jochen Seitz 
Seitz ist ein weiterer Spieler der Bundesliga-Mannschaft der Hachinger. Nach dem 10. Platz in der Saison 1999/00 verließ er die SpVgg nach drei Jahren und wechselte zum VfB Stuttgart. Für Unterhaching schoss er in 87 Partien 12 Tore.
Alexander Strehmel 
Alexander Strehmel wechselte 1996 aus Wattenscheid zu Unterhaching. In den folgenden acht Jahren absolvierte der Abwehrspieler 208 Spiele und traf dabei zehnmal.
Goran Šukalo 
Der slowenische Nationalspieler absolvierte von 2002 bis 2005 91 Pflichtspiele für die SpVgg und erzielte zehn Tore. Er war in den Jahren nach dem Bundesliga-Abstieg ein wichtiger Akteur in der umgebildeten Hachinger Mannschaft.
Gerhard Tremmel 
Tremmel, der bereits in seiner Jugend in Unterhaching spielte, wurde während der ersten Bundesliga-Saison von Trainer Lorenz-Günther Köstner in die erste Mannschaft geholt. Dort avancierte er schnell zum Publikumsliebling. Er verließ die Hachinger 2002 in Richtung Hannover 96.
Roman Týce 
Der frühere tschechische Nationalspieler spielte von 2007 bis 2011 bei der SpVgg und kam auf 82 Spiele (sechs Tore) in der Regionalliga Süd und 3. Liga. Nach dem Ende seiner Karriere wurde er Jugend- und später Co-Trainer in Unterhaching.
Andreas Voglsammer 
Voglsammer absolvierte mit 95 Partien die drittmeisten für Unterhaching in der 3. Liga. Dabei erzielte der Stürmer 22 Tore. Nach zweieinhalb Jahren in Haching ging er im Januar 2015 zum 1. FC Heidenheim in die 2. Bundesliga. Ab 2020 spielte er für Arminia Bielefeld und Union Berlin in der Bundesliga.
Peter Zeiler 
Zeilers Engagement bei der Spielvereinigung begann 1994 in der Bayernliga. In den darauffolgenden Jahren begleitete er das Team bis in die Bundesliga, wo er jedoch nur noch fünf Spiele bestreiten konnte. Knieprobleme beendeten seine Karriere. In insgesamt 142 Spielen schoss er 14 Tore für Haching.
Michael Zetterer 
Bereits als 18-Jähriger verdrängte Zetterer den damaligen Hachinger Stammkeeper Korbinian Müller aus dem Drittligator, wenig später lief er erstmals für die deutsche U20-Nationalmannschaft auf. Anfang 2015 wechselte Zetterer zum Bundesligisten Werder Bremen, wo er sich aber zunächst nicht durchsetzen konnte. Bei einer Leihe zu PEC Zwolle sammelte er dennoch Erstliga-Erfahrung.
Robert Zillner 
Zillner, der aus der eigenen zweiten Mannschaft zu den Profis der SpVgg kam, war von 2008 bis 2011 ein herausragender Mittelfeldspieler. Nach 102 Liga-Spielen (15 Tore) wechselte er zum Zweitligisten SpVgg Greuther Fürth.
Matthias Zimmermann 
„Zimbo“ spielte von 1996 bis 2005 für Haching. 1999 führte er das Team als Kapitän in die Bundesliga. In 240 Spielen für Unterhaching erzielte der defensive Mittelfeldspieler 25 Tore.

## Rivalitäten
Rivalitäten haben die Fans der SpVgg Unterhaching mit einigen regionalen Konkurrenten wie dem TSV 1860 München (das sogenannte S-Bahn-Derby) oder dem SSV Jahn Regensburg.

## Weitere Mannschaften

### Zweite Mannschaft
Die SpVgg Unterhaching II, die zweite Mannschaft des Vereins, spielte nach vielen Jahren in der Bayernliga in der Saison 2008/09 zum einzigen Mal in der viertklassigen Regionalliga Süd. Dazu kam es, weil die Sportfreunde Siegen keine Lizenz für die zu diesem Zeitpunkt dreigleisige Fußball-Regionalliga erhalten hatten und deshalb der Verband mit den meisten Herrenmannschaften ein weiteres Team stellen durfte. Da die SpVgg Bayreuth keine Lizenz erhielt, die SpVgg Weiden die Lizenz zu spät beantragt hatte und der FC Memmingen und die TSG Thannhausen von vornherein keine Regionalligalizenz beantragten, erhielt das nächstplatzierte Team, die SpVgg Unterhaching II als Tabellenelfter, den Startplatz. Allerdings konnte man sich nur eine Saison in der Regionalliga Süd halten und stieg als Tabellenletzter mit nur vier Siegen aus 34 Partien ab.
Seit der Saison 2009/10 ging die zweite Mannschaft wieder in der nun fünftklassigen Bayernliga an den Start. Zum Ende der Saison 2014/15 wurde die zweite Mannschaft aufgelöst.
Mit Beginn der Saison 2022/23 stellte die SpVgg wieder eine zweite Mannschaft: Eine U21 ging als Ersatz für die spät abgemeldete Mannschaft des SC Ichenhausen in der sechstklassigen bayerischen Landesliga Südwest an den Start, allerdings ohne Wertung der Ergebnisse. Eine reguläre Wiedereingliederung in den Spielbetrieb in kommenden Spielzeiten war aber erklärtes Ziel. Dies wurde zur Folgesaison vollzogen, seitdem nahm die Mannschaft am regulären Spielbetrieb der Landesliga Südwest teil und trägt die Heimspiele aufgrund der hohen Belegung des heimischen Sportparks in Emmering im Landkreis Fürstenfeldbruck aus. Zur Spielzeit 2024/25 gelang der Unterhachinger U21 die Rückkehr in die Bayernliga.

### Juniorenmannschaften
In der Spielzeit 2023/24 stellt die SpVgg Unterhaching Mannschaften von der U10 bis zur U19.
Immer wieder schafften es spätere Nationalspieler über die Unterhachinger Jugendmannschaften sowie manches Mal auch im Anschluss die Herrenteams zu größeren Vereinen oder sogar ins Ausland. Mindestens zwei Jahre für Nachwuchsteams der SpVgg waren unter anderem Karim Adeyemi, Lars Bender, Sven Bender, Janik Haberer, Orestis Kiomourtzoglou, Nico Mantl, Maximilian Nicu, Kenny Prince Redondo, Michael Zetterer und Patrick Ziegler aktiv.
Teil der Philosophie der Unterhachinger Nachwuchsabteilung ist die regelmäßige, vereinsinterne Schulung der Nachwuchstrainer. Dazu gehört auch deren Teilnahme an den Trainingslagern der ersten Herrenmannschaft. Als im Ballungsraum München aktiver Verein bietet die SpVgg Unterhaching die „Haching Fußball Schule“ an, die regelmäßig Fußballcamps und Sichtungsturniere veranstaltet. Seit der Saison 2013/14 unterhält der Verein auch eine eigene Torwartschule, die „Torwartakademie Haching“.
Die U19 der Hachinger stieg mehrfach in die höchste Spielklasse, die A-Junioren-Bundesliga, auf, zuletzt im Frühjahr 2024. Im Jahr 2021 gelang ihnen dies unter dem ehemaligen Profi Sandro Wagner, der hier seine Trainerlaufbahn begann und im Anschluss zwei Jahre die Unterhachinger Profis verantwortete.

## Abteilung Bob

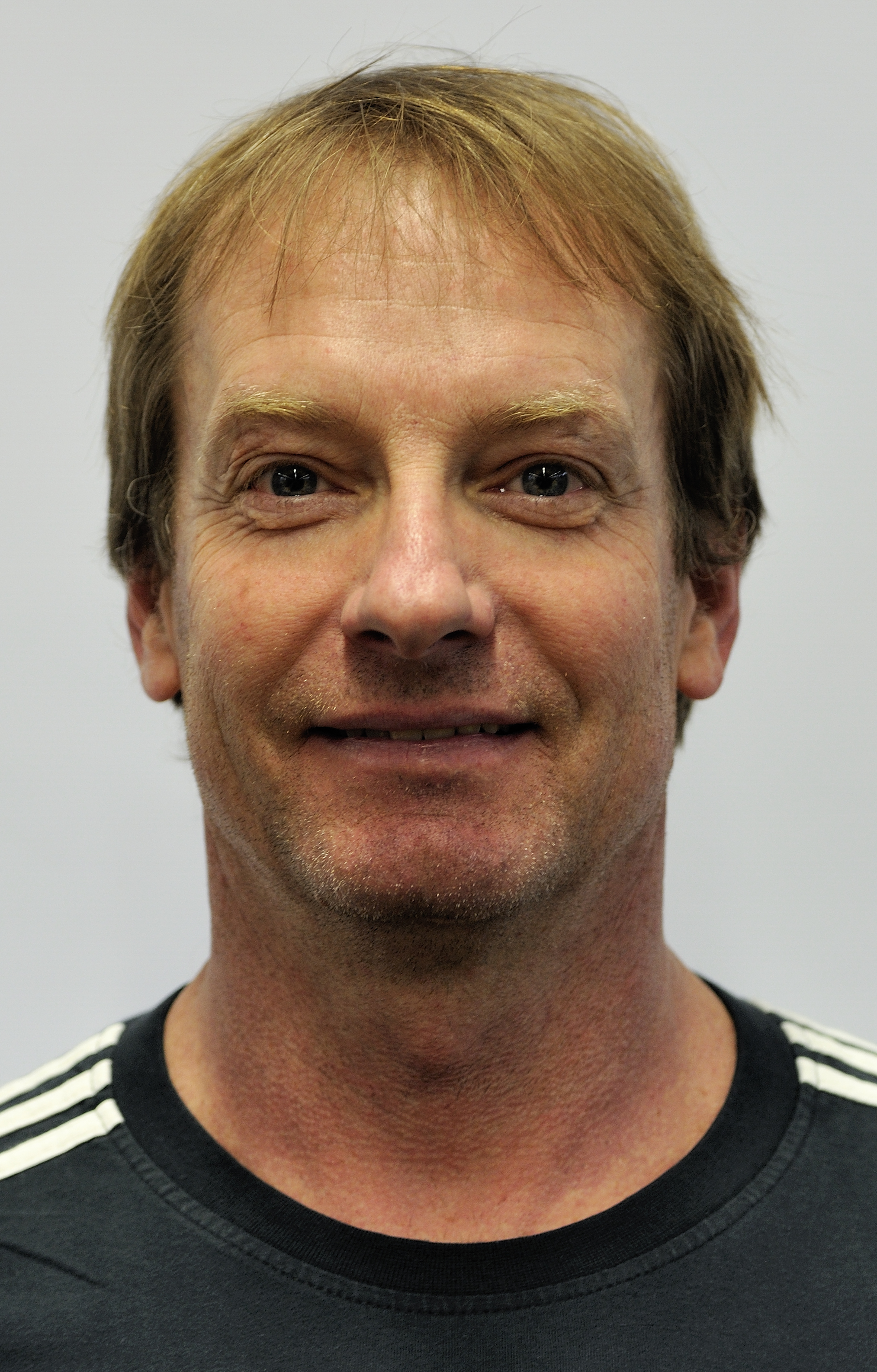
Christoph Langen (2014)

Die Bobsport-Abteilung der SpVgg Unterhaching existiert seit 1969 und zählt bis heute ungefähr 50 Mitglieder. Der aktuelle Präsident heißt Georg Wörle. Gegründet wurde die Abteilung durch Anton Schrobenhauser, der bereits zuvor eng mit der SpVgg Unterhaching zusammengearbeitet hatte. Schrobenhauser wurde somit auch der erste Präsident (1969–1979).
Ab 1978 förderte Opel die Entwicklung des später legendären Opel-Bobs. Dieser wurde in Rüsselsheim hergestellt und galt als eines der besten Bobgeräte seiner Zeit. Sportlich gesehen schaffte es das Bobgespann der Hachinger, bestehend aus Anton Schrobenhauser sen. und Fritz Liebhardt jedoch nicht, die SpVgg an der Spitze zu etablieren. Liebhardts Motto zur damaligen Zeit war stets: „Nie die schnellsten, aber immer die lustigsten!“
Erst ab 1980, unter dem neuen Präsidenten Martin Schamböck (1979–1991), kam dann auch der Erfolg. Schrobenhauser selbst wurde mehrmals süddeutscher Meister, belegte den 9. Platz bei der EM 1980 in St. Moritz und gewann den Europacup der Senioren 1982. Noch erfolgreicher waren seine Teamkollegen Klaus Kopp (Bayrischer Meister 1981 im Vierer-Bob, 2× deutscher Meister im Zweier-Bob, 4. Platz bei der WM 1983 in Lake Placid im Vierer-Bob) und Franz Lochner (dreimaliger Deutscher Meister im Vierer-Bob sowie zehnmaliger Europameister im Vierer-Bob).
Internationale Beachtung fand die Bobabteilung vor allem in den 90er Jahren durch die herausragenden Erfolge von Christoph Langen und Susi Erdmann. Erdmann war von 1993 bis 1997 für Unterhaching aktiv, ihre größten Erfolge waren der 2. Platz bei den olympischen Winterspielen 1994, die Gewinne der Mannschafts-Weltmeisterschaft 1993 und 1995 sowie der Weltmeistertitel 1997. Langens Karriere bei der SpVgg begann 1990 und endete im Oktober 2005. In dieser Zeit wurde er Olympiasieger im Zweier (2002) und im Vierer (1998), 2× Bronzemedaillengewinner im Zweier (1992 und 1998), 5× Weltmeister im Zweier (1993, 1995, 1996, 2000 und 2001), 2× Weltmeister im Vierer (1996 und 2001), 5× Europameister im Zweier (1994, 1995, 1996, 2001 und 2004), 2× Europameister im Vierer (1996 und 1999), 3× Weltcupsieger im Zweier (1996, 1999 und 2004) und 2× Weltcupsieger im Vierer (1996 und 1999).